# Al-Mundir I.
al-Mundir I. (arabisch المنذر, DMG al-Munḏir oder المنذر بن يحيى التجيبي, DMG al-Munḏir b. Yaḥyā at-Tuǧībī; gestorben 1021) war zwischen den Jahren 1013 und 1021 der erste Emir des Taifa-Königreichs von Saragossa und Begründer der Dynastie der Tudschibiden. Er führte den Laqab (Beinamen) al-Mansur (المنصور, DMG al-Manṣūr ‚„der Siegreiche“‘).

## Biographie
al-Mundir war aus einer gutsituierten Familie hervorgegangen, die aus der Marca Superior Andalusiens stammte. Im Heer Almansors begann er seine militärische Laufbahn als einfacher Soldat und brachte es während der Bürgerkriege in den ersten Jahren des neuen Jahrtausends bis zum General. Im Jahr 1005 wurde er sodann mit der Regierung von Tudela beauftragt, der Hauptstadt der Marca Superior, und ab 1013 vom Kalif Sulaiman al-Musta'in mit Saragossa. Nach der ersten Absetzung von Hischam II. im Jahr 1009 unternahm er zur Unterstützung umayyadischer Kalifenanwärter vom Norden aus mehrere Unternehmungen in den Süden Andalusiens. So zog er 1010 nach Córdoba, um Muhammad II. al-Mahdi zu Hilfe zu kommen, wenig später unterstützte er Sulaiman al-Musta'in von 1013 bis 1016 und befürwortete 1018 zusammen mit Jayrán, dem Emir von Almería, Abd ar-Rahman IV. als Kalif.
Um 1013 war al-Mundir I. vom Kalifat von Córdoba die Unabhängigkeit der Taifa von Saragossa bestätigt worden. Als erster Taifa-König bezeichnete er sich im Jahr 1018 als Hadschib (Palastmeier, Kammerherr) und ließ, um seine Unabhängigkeit herauszustreichen, erstmals in der Taifa Münzen prägen. Den Titel Hadschib sollten seine Nachfolger in Saragossa beibehalten.
Ab 1018 konzentrierte er sich auf die Angelegenheiten seines eigenen Emirats. Er machte Saragossa, wo er Hof hielt, zu einer bedeutenden Stadt. So unternahm er öffentliche Arbeiten und ließ beispielsweise die alte Moschee ein zweites Mal erweitern, die jetzt als Kathedrale fungiert. Auch neue Thermen ließ er erbauen.
al-Mundir liebte die Poesie und umgab sich daher mit Dichtern wie beispielsweise Ibn Darrach al-Qastalli, der aus Córdoba geflohen war, und Said al-Bagdadi.
Mit dem Gouverneur der benachbarten Taifa von Lérida, Sulaiman ben Hud al-Musta'in, hatte er keine Auseinandersetzungen, da dieser seine Machtstellung respektierte. Letzterer sollte zwanzig Jahre später dann selbst in Saragossa Emir werden und dort die Dynastie der Hudiden begründen. Sein größter Widersacher war Sancho III., mit dem er sich dauernd stritt und der ihm sogar einige befestigte Plätze entriss und das Tal des Cinca besetzte. Um den Frieden in seinem Herrschaftsgebiet aufrechtzuerhalten, verbündete sich al-Mundir daher mit den christlichen Herrschern von Barcelona und Kastilien. Im Jahr 1016 gelang es ihm sogar, die Verlobung von Berengar Raimund I. von Barcelona mit Sancha, der Tochter von Sancho I. García von Kastilien, unter großem Pomp in Saragossa zu inszenieren. Die eigentliche Heirat fand erst 1021 statt. Seine Heiratsvermittlung zwischen diesen beiden christlichen Grafschaften brachte ihm von dieser Seite aus den Frieden, den er dringend benötigte, um Sancho III. besser zu begegnen können. Die Regierungszeit von al-Mundir in Saragossa verlief insgesamt friedfertig mit Barcelona und Kastilien, ganz im Gegensatz zu Navarra.
al-Mundir galt als ein geschickter Politiker, ein großer Diplomat, ein intelligenter Stratege und ein guter Kämpfer. Während seines Emirats gedieh Saragossa und die Staatsgrenzen blieben aufgrund seiner Allianzen mit den christlichen Grafen der Pyrenäen relativ stabil.
al-Mundir verstarb im Jahr 1021 (möglicherweise aber auch erst 1022 oder 1023). Er hatte einen Sohn, Yahya al-Muzaffar, der ihm im Jahr 1022 als Emir von Saragossa nachfolgte.